# Terciární alkoholy

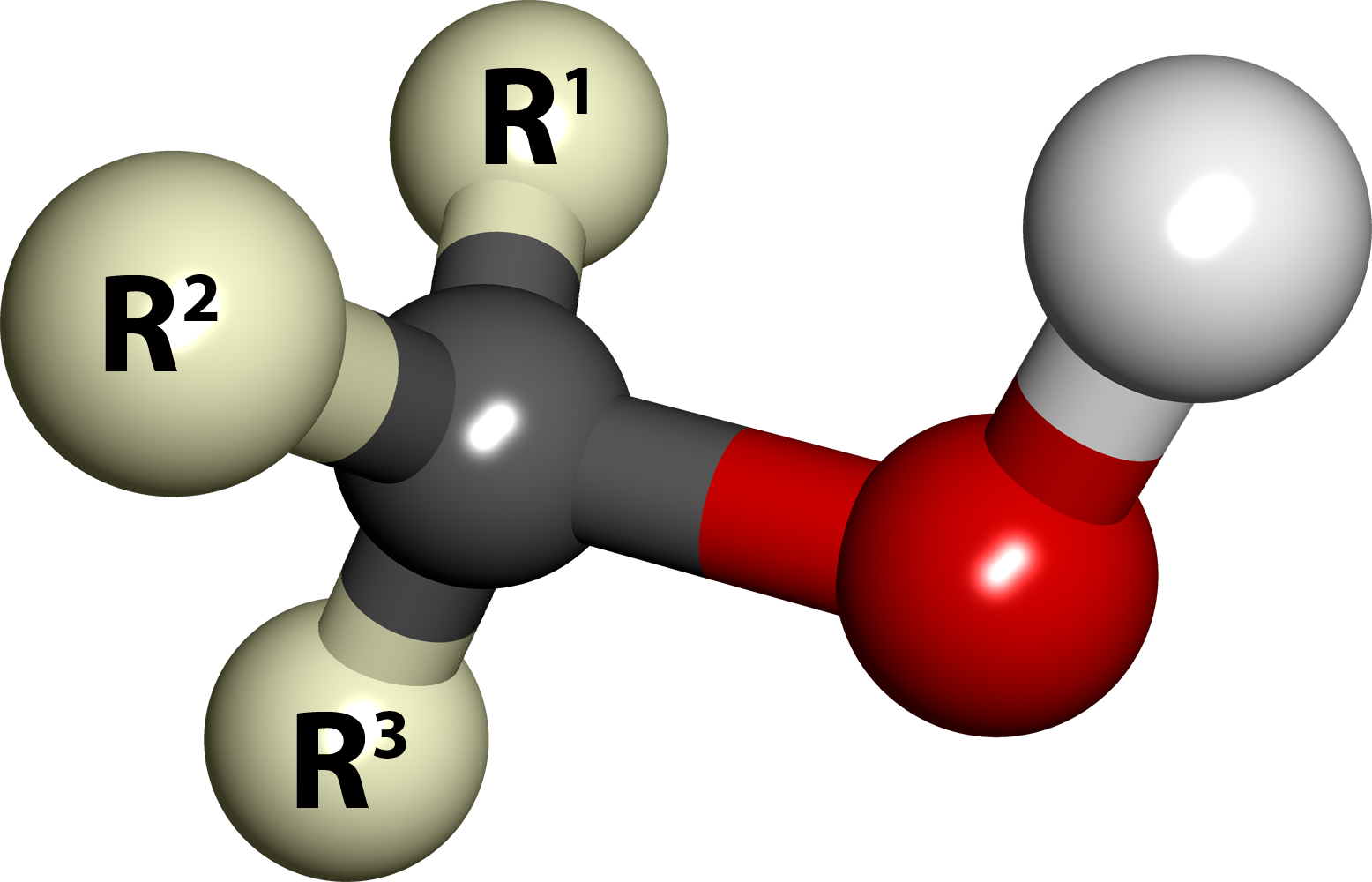
Obecný strukturní vzorec alkoholů, o terciární alkohol jde, pokud je na všech 3 místech R_{1}, R_{2} a R_{3} uhlovodíková funkční skupina

Terciární alkoholy jsou alkoholy, které mají hydroxylovou skupinu navázanou na uhlík, na který není dále navázán žádný atom vodíku. Jejich obecný vzorec je CR1R2R3(OH). Nejjednodušší terciární alkohol je terc-butylalkohol (2-methylpropan-2-ol).

## Vznik
Terciární alkoholy vznikají oxidací uhlovodíků s rozvětveným uhlíkovým řetězcem, přičemž se hydroxylová skupina připojuje na uhlík, ke kterému je také připojen postranní řetězec.

## Reakce

### Oxidace
Oxidace terciárních alkoholů není možná, na rozdíl od primárních alkoholů (vznikají aldehydy a dále karboxylové kyseliny) a sekundárních alkoholů (vznikají ketony), místo toho nedochází k žádné reakci, a nebo se rozkládají.